# Alejandra Bravo Hidalgo
Alejandra María Bravo Hidalgo (Santiago, 6 de noviembre de 1964) es una secretaria ejecutiva y política chilena, militante del Partido Regionalista Independiente (PRI) hasta su disolución en 2018, se desempeñó como presidenta del mismo entre 2015 y 2018.
Entre marzo de 2018 y noviembre de 2019 fue subsecretaria de Bienes Nacionales durante el segundo gobierno de Sebastián Piñera. Anteriormente fue concejala por la comuna de Colina durante dos períodos consecutivos 2000-2004 y 2004-2008.

## Biografía
Nació en Santiago de Chile, el 6 de noviembre de 1964. Es la segunda de tres hermanos; el mayor, José Manuel, y la menor, Marcela. Su madre Zunilda del Carmen Hidalgo Casanova, era costurera y su padre Carlos Ernesto Bravo Fernández, empleado del Servicio del Seguro Social. Este último administraba el fundo Los Talaveras, en Chacabuco, pero posteriormente se trasladarían a las localidades de El Colorado y luego Esmeralda, en la comuna de Colina.

### Estudios
Estudió hasta cuarto básico en la escuela de Esmeralda, pasando después a la escuela de Peldehue, hasta terminar octavo básico. La enseñanza media la realizaría en un colegio de Santiago.
Ingresó a estudiar Secretariado Ejecutivo en INACAP, titulándose con una mención en idioma inglés. También posee un bachiller en Comunicación Social de la Universidad UNIACC.
Tiene estudios sociopolíticos en la Fundación para el Análisis y los Estudios Sociales de Madrid, fue además becaria del Departamento de Estado en estudios sociopolíticos (Estados Unidos), y tiene estudios en Políticas Públicas en Fortalecimiento de proyectos Pyme asociados con el Gobierno Vasco.

## Trayectoria política
Cuando en 1983 cambiaron al rector de INACAP, un jesuita por un militar en retiro, Bravo manifestó su rechazo e ingresó a la política.
Proveniente de una familia cercana a la derecha o centro derecha, sin embargo, su madre tenía cierta preferencia por la Democracia Cristiana (PDC), por lo que Bravo decidió acercarse a ese partido.
Aun así, fue en 1988 cuando Bravo se integraría definitivamente a esa colectividad, luego de conocer a Adolfo Zaldívar. La entonces estudiante se convirtió en la presidenta de la Juventud Demócrata Cristiana (JDC) en Colina y fue parte del plebiscito, en la campaña del No a Pinochet, juntando inscripciones para el partido.
Ya con Patricio Aylwin como presidente, Bravo se alejó de la política y se dedicó a los negocios, abriendo una empresa agrícola con su padre y hermano en el que invirtieron todos sus bienes.
Volvió a la política y se convirtió en la vicepresidenta de la DC encabezada por Zaldívar y como concejala de Colina entre el 2000 y 2008. Ese año, decidió postular a la alcaldía de esa comuna, perdiendo ante el candidato de la Unión Demócrata Independiente (UDI), Mario Olavarría.
Un año antes, en 2007, Adolfo Zaldívar sería expulsado de la DC tras criticar la implementación del Transantiago y junto a otros parlamentarios formaría el Partido Regionalista Independiente (PRI). Bravo le seguiría, dejando la DC e integrándose al PRI.
Ahí conoció a su actual pareja, el entonces secretario general del PRI, Eduardo Salas, con quien está desde el año 2012 y con quien vive.
De la mano de Zaldívar, Bravo fue ganando influencia dentro de la nueva coalición. Fue vicepresidenta del partido y en 2015 se convirtió en su presidenta, se mantuvo en el cargo hasta 2018 cuando fue sucedida por Eduardo Salas.
En las elecciones parlamentarias de 2017 compitió como candidata a diputada por el Distrito N° 8, correspondiente a las comunas de Cerrillos, Colina, Estación Central, Lampa,  Maipú, Tiltil, Pudahuel y Quilicura, en la Región Metropolitana de Santiago, pero no resultó elegida.
El 11 de marzo de 2018 fue designada por el presidente Piñera como subsecretaria de Bienes Nacionales, renunció al cargo en noviembre de 2019 tras polémicas irregularidades.

## Controversias

### Declaraciones
Durante los incendios de octubre de 2016 manifestó su apoyo a un eventual futuro gobierno de Sebastián Piñera y responsabilizó a Michelle Bachelet por la catástrofe. "Una vez más Bachelet se equivocó... La Nueva Mayoría pagará costos políticos irreversibles. #ChileNecesitaaPiñera", publicó un tuit en el que se veía al exmandatario "piloteando" el SuperTanker.
Asimismo, otro de sus tuits generó críticas por relacionar la aprobación de la despenalización del aborto en el país con la emergencia de los incendios forestales. "Se aprueba la despenalización del aborto. #EsAbortoLibre con los votos de la DC. Al mismo tiempo Chile en llamas.. quizás no es coincidencia", sentenció a través de la red social.
En febrero de 2017 ante una entrevista ante el medio El Dínamo manifestó que estaba en contra del matrimonio entre personas del mismo sexo, declarando que: "¿por qué nosotros tenemos que ceder en entregarles todo, por qué tendría que convertirse la sociedad homosexual y dejar de ser heterosexual si nosotros ganamos el espacio?".
Asimismo, sostuvo que una persona homosexual es "alguien que nace con un cuerpo de hombre, pero que siente como mujer. O una mujer que nace con vagina, pero siente como hombre".

### Controversias
En noviembre de 2019, según la Radio Bío-Bío, la diputada radical Marcela Hernando hizo una denuncia ante el Fiscal Nacional Jorge Abbott, por presuntos ofrecimientos en la Región de Antofagasta de terrenos a un grupo de pobladores a cambio de firmas para el partido Nueva Clase Media, en aquel entonces en proceso de formación ante el Servicio Electoral de Chile. La presentación ante la fiscalía contiene audios que revelan la asistencia de su jefe de gabinete a Calama, donde pide a los posibles beneficiados mantener reserva de la reunión.
Acto seguido, se escucha cómo una dirigenta comunal, que también sería parte de la tienda, pide a los presentes que adhieran porque la subsecretaria “se va tirar a diputada pero pa’l nuevo partido (…) Ella nos pide la firma y nos va a apoyar”. Bravo manifestó que "esperará que el Ministerio Público investigara a fondo".
Según radio Bio Bio El 16 de septiembre de 2021 la Contraloría General de la República de Chile acreditó que Alejandra Bravo ofreció tierras en Antofagasta a cambio de firmas para legalizar el partido Nueva Clase Media en 2019, entregando los antecedentes a la Fiscalía para que se iniciara una investigación por posibles delitos de corrupción entre 2018 y 2019.
Sin embargo, a la fecha, no se ha podido comprobar fehacientemente ninguna de las denuncias. Mas aún, del mismo informe de la contraloría no se desprende nada que la inculpe>

## Historial electoral

### Elecciones municipales de 2000
- Elecciones municipales de 2000, para la alcaldía de Colina[14]

### Elecciones municipales de 2004
- Elecciones municipales de 2004 para el concejo municipal de Colina[15]

### Elecciones municipales de 2008
- Elecciones municipales de 2008, para la alcaldía de Colina[16]

### Elecciones parlamentarias de 2017
- Elecciones parlamentarias de 2017 a Diputado por el distrito 8 (Cerrillos, Colina, Estación Central, Lampa, Maipú, Til Til, Pudahuel y Quilicura)[17]

### Elecciones municipales de 2021
- Elecciones municipales de 2021 para la alcaldía de Colina[18]